# مزرعة التماسيح
مزرعة التماسيح أو مزرعة القواطير هي منشأة لتربية التمساحيات بهدف إنتاج لحوم التماسيح والقواطير، وجلودها، وغيرها من السلع. يتم تربية العديد من أنواع التماسيح والقواطير على المستوى الدولي. في ولاية لويزيانا وحدها، تبلغ قيمة صناعة تربية التماسيح من 60 إلى 70 مليون دولار. وتقع معظم مزارع التماسيح في تايلاند.

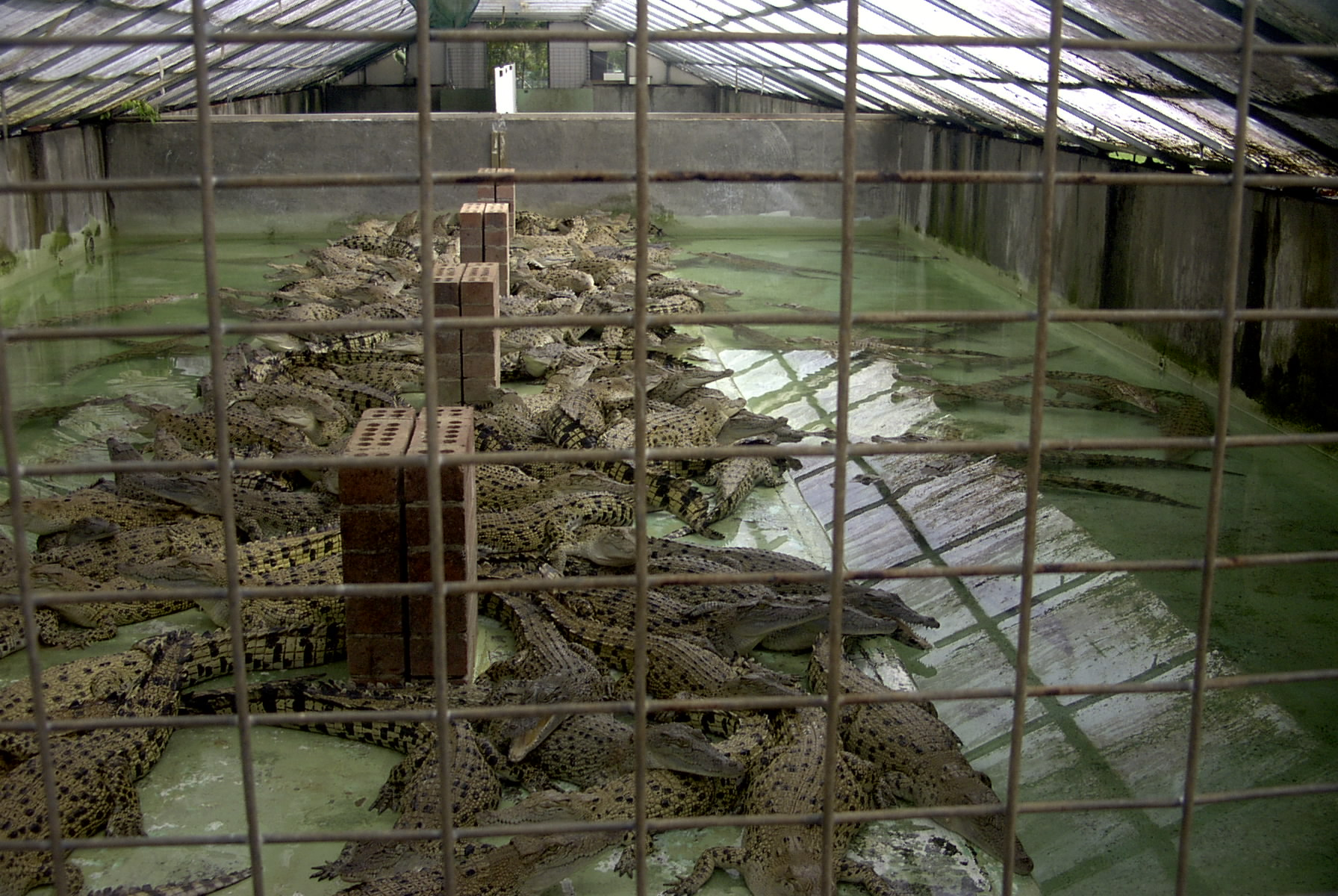
مزرعة تماسيح المياه المالحة في أستراليا.

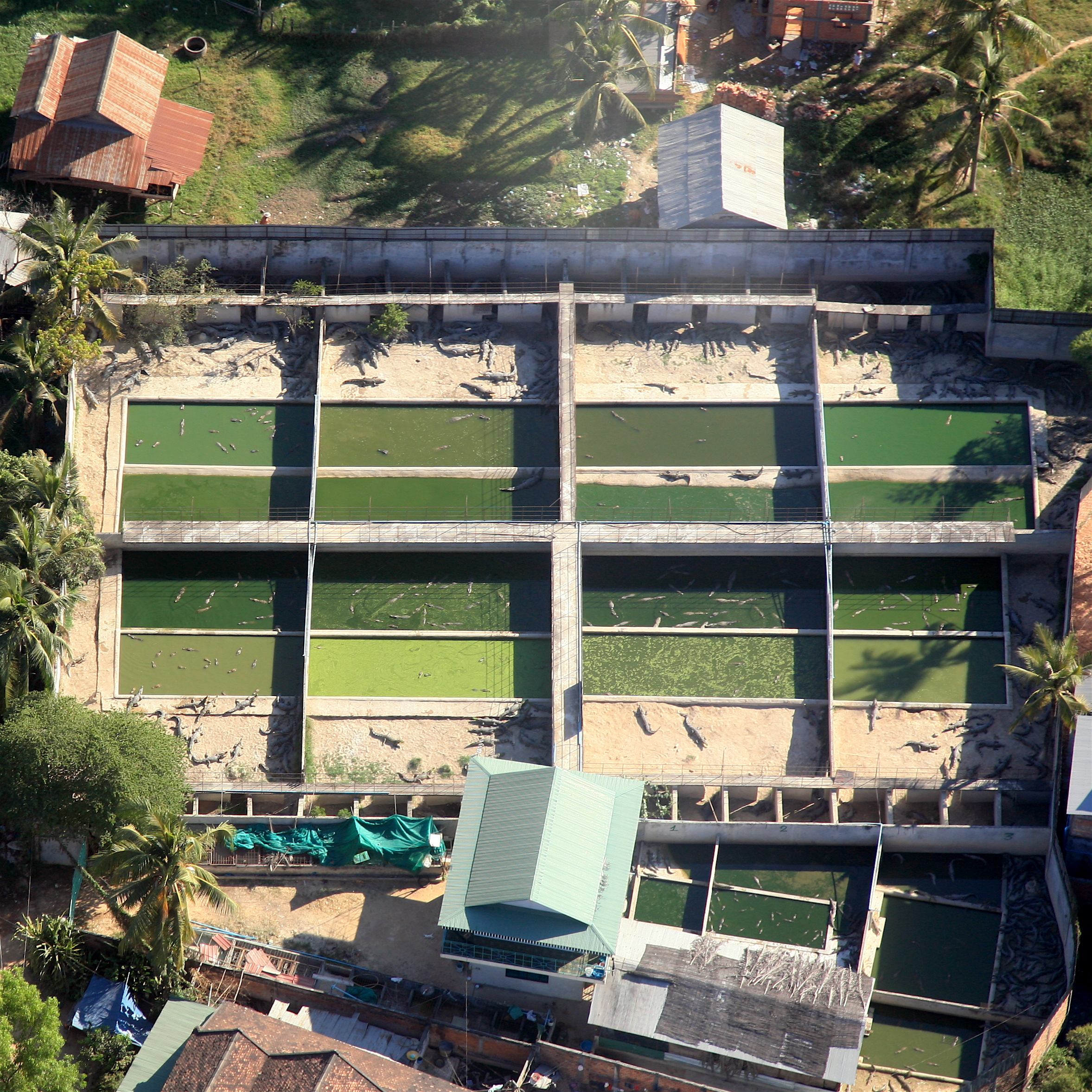
منظر جوي لمزرعة تماسيح كمبودية.

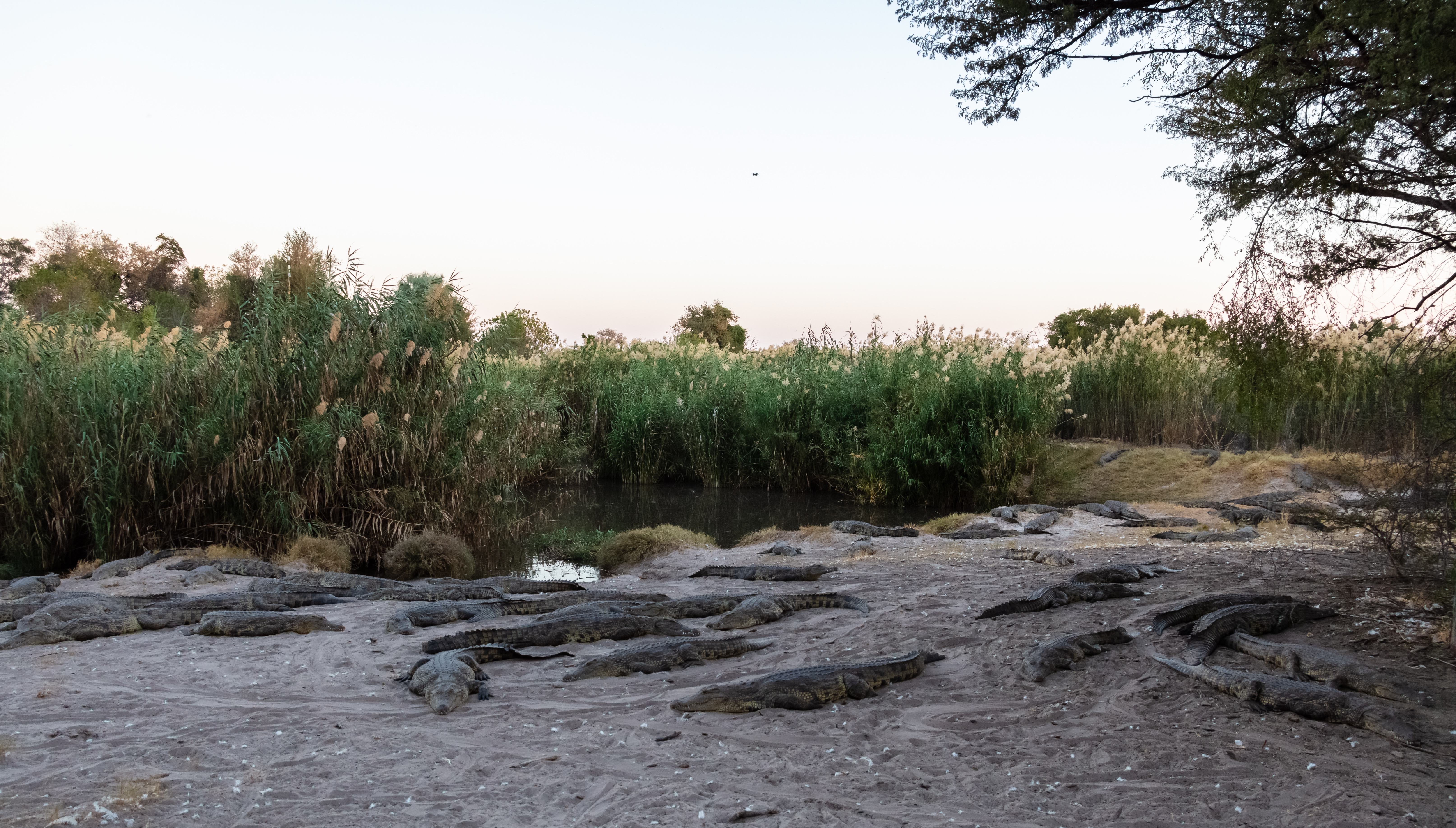
مزرعة في ماون، بوتسوانا.

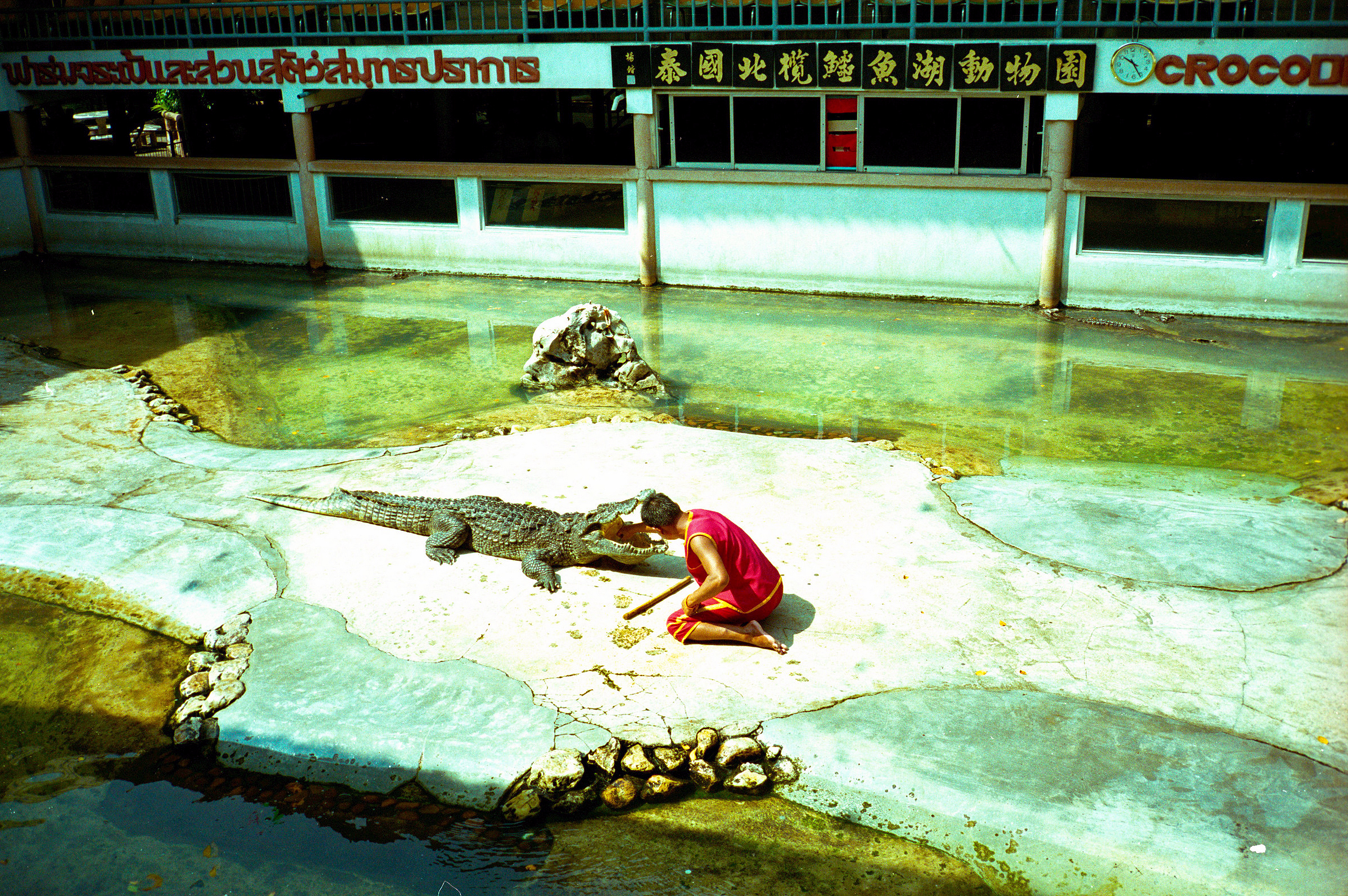
مزرعة التماسيح اموتبراكارن في تايلاند.

## معرض الصور

مزرعة القواطير في لوس أنجلوس، حوالي عام 1900
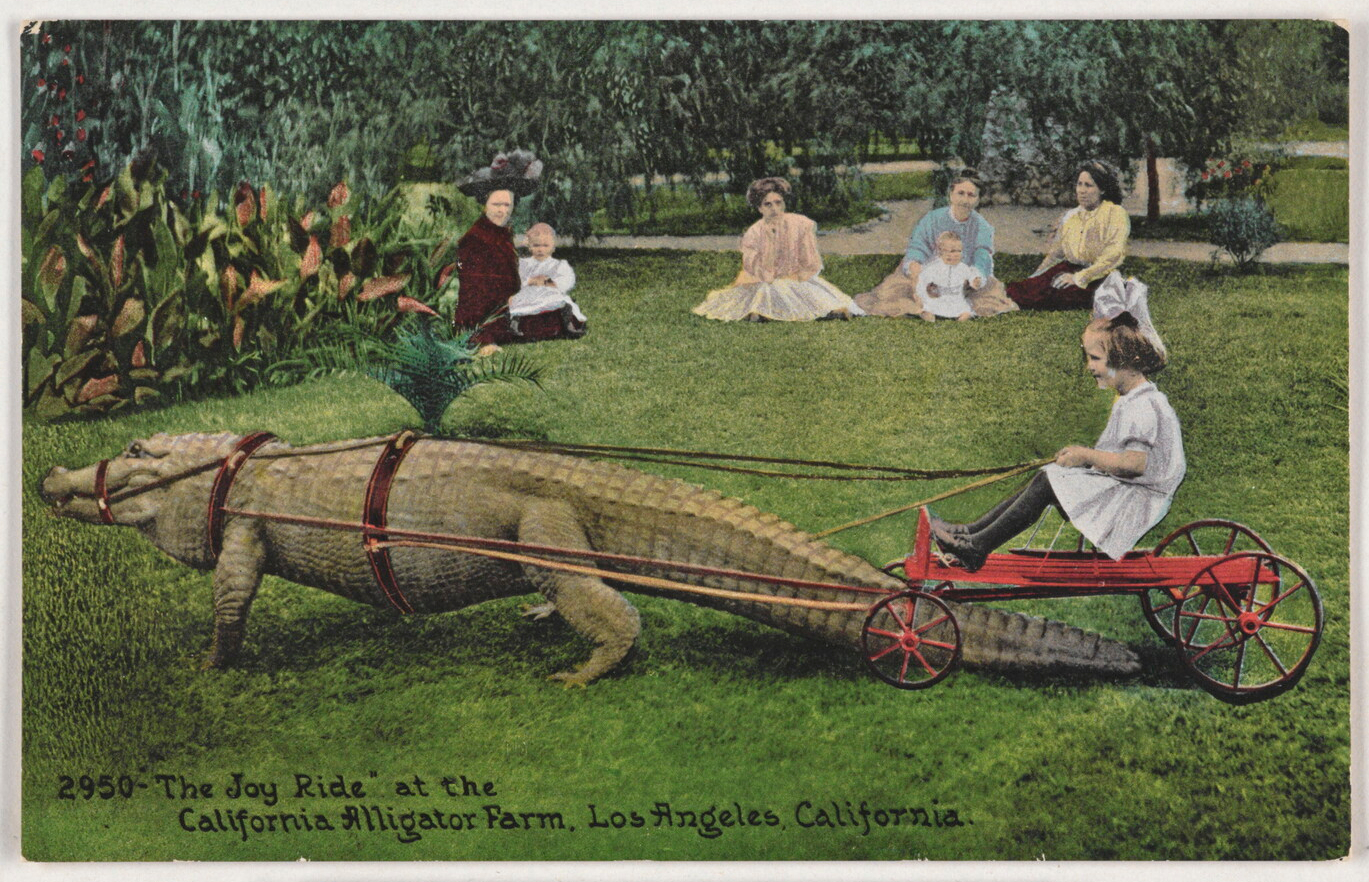
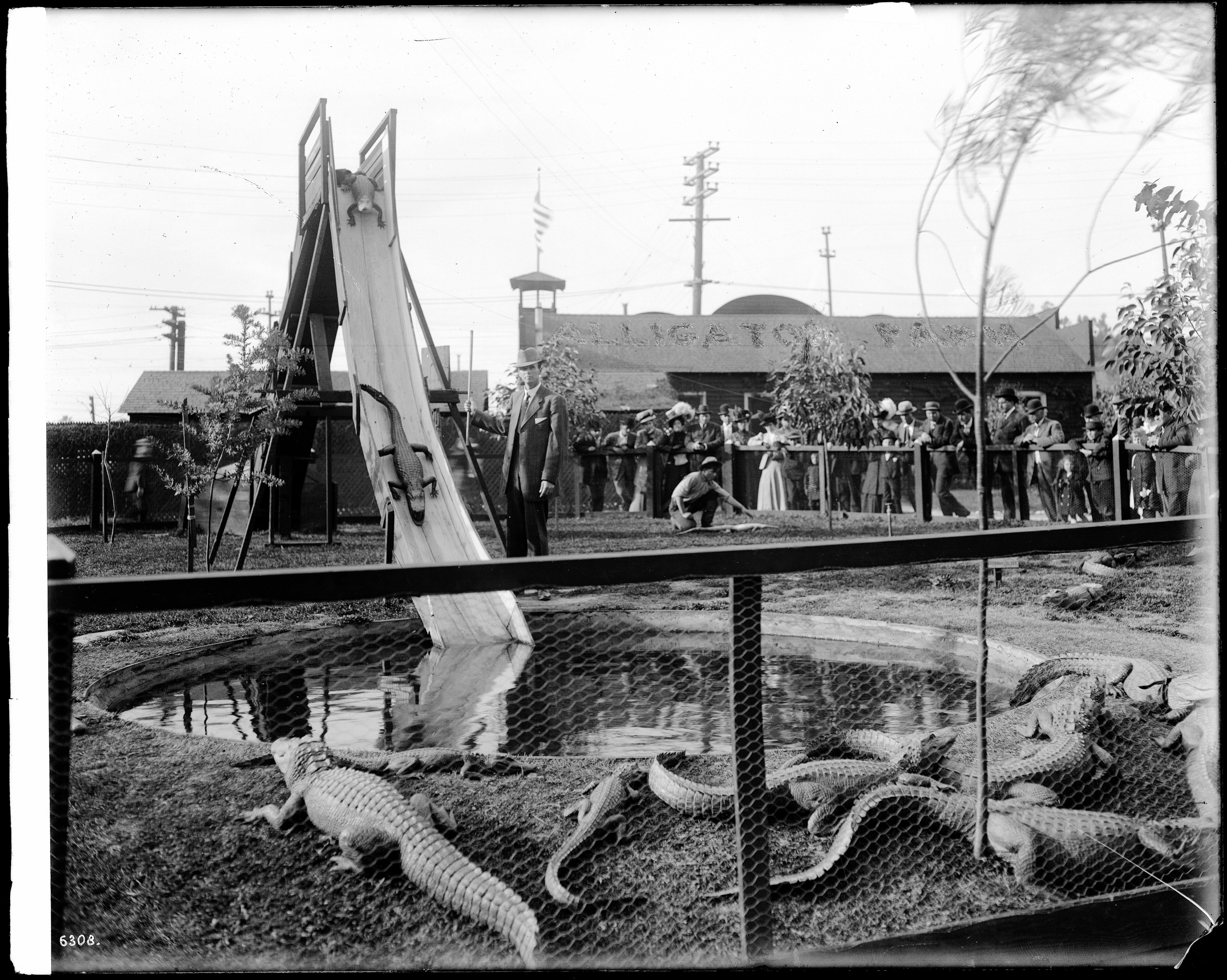
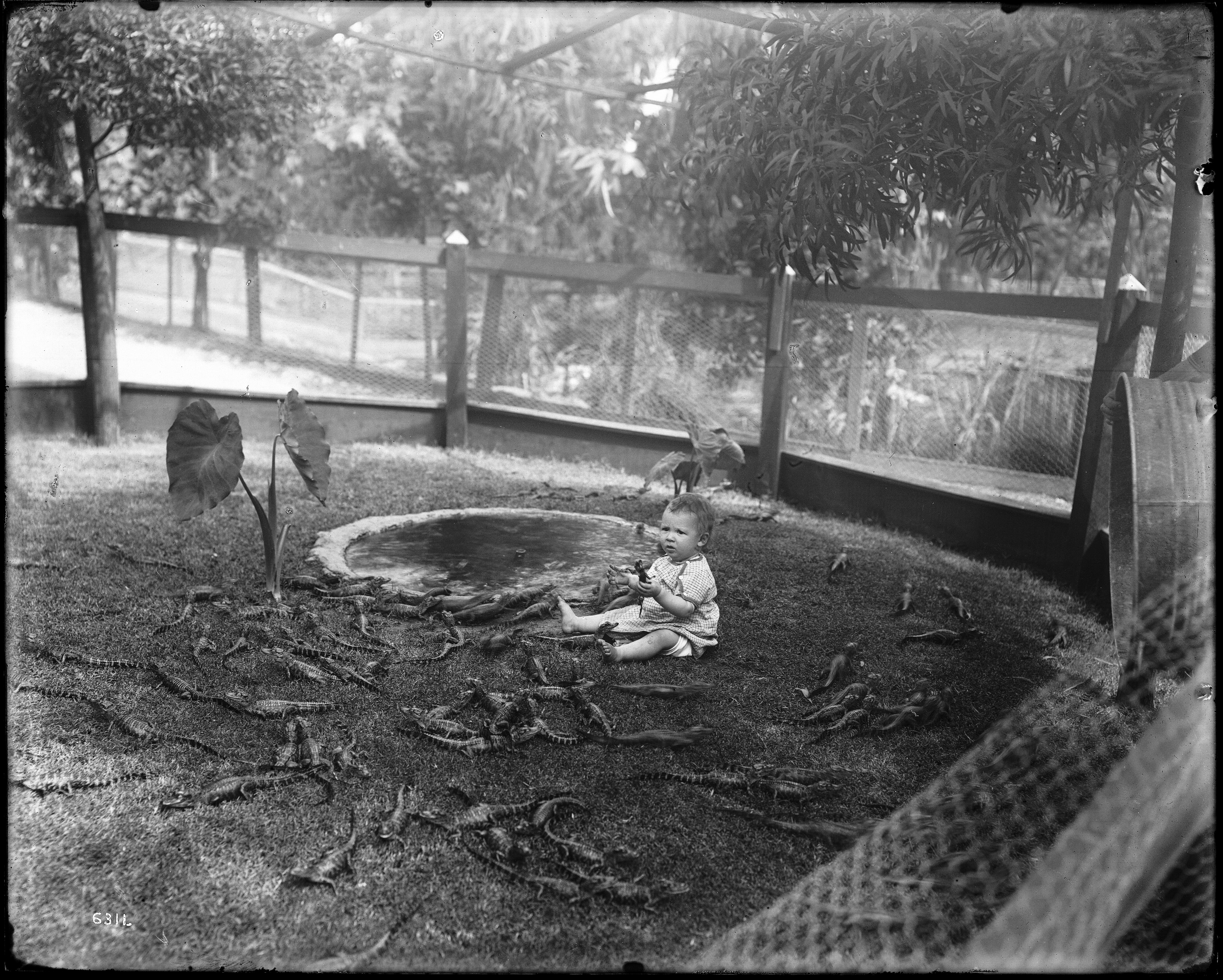
طفل يلعب مع القواطير الصغيرة
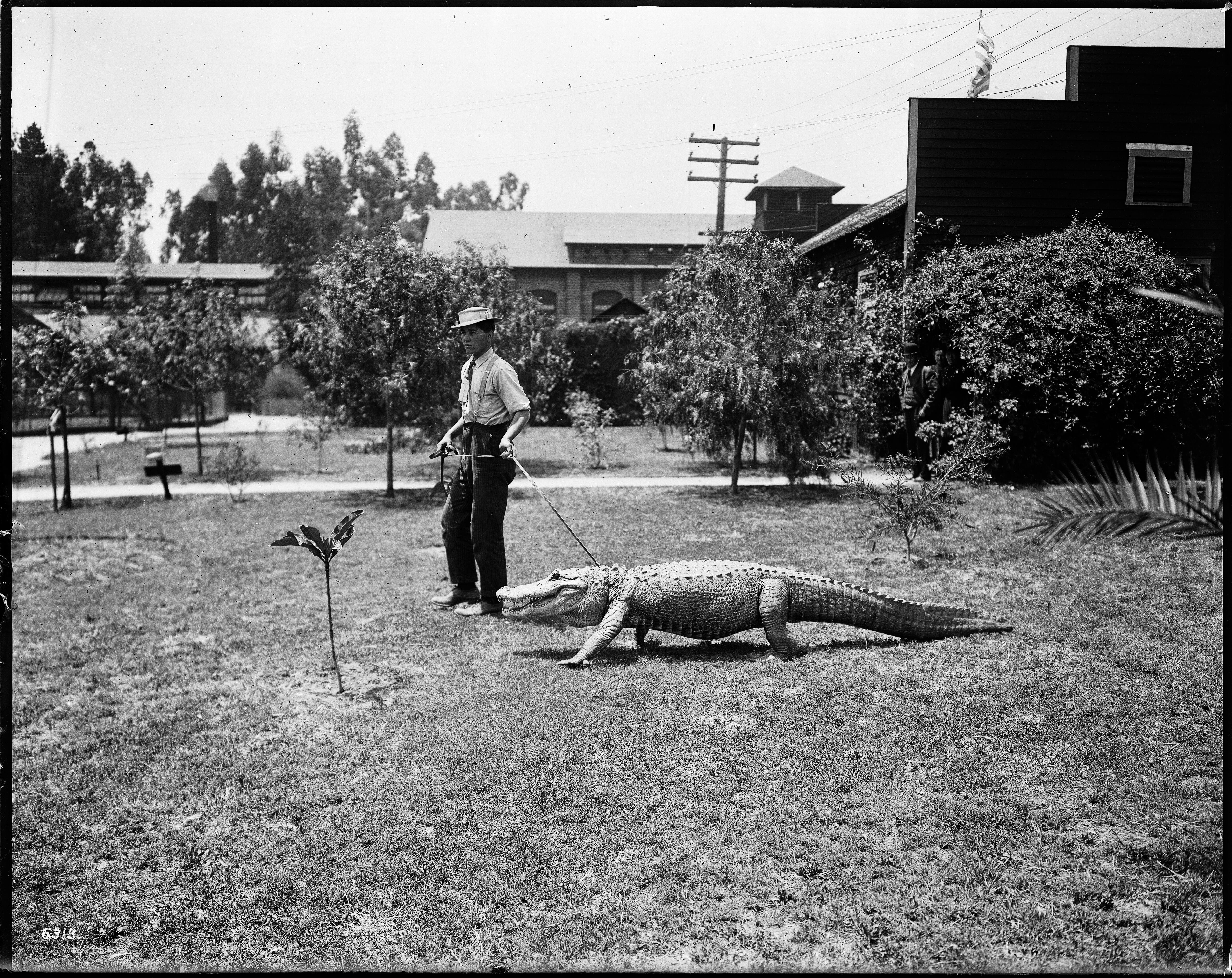
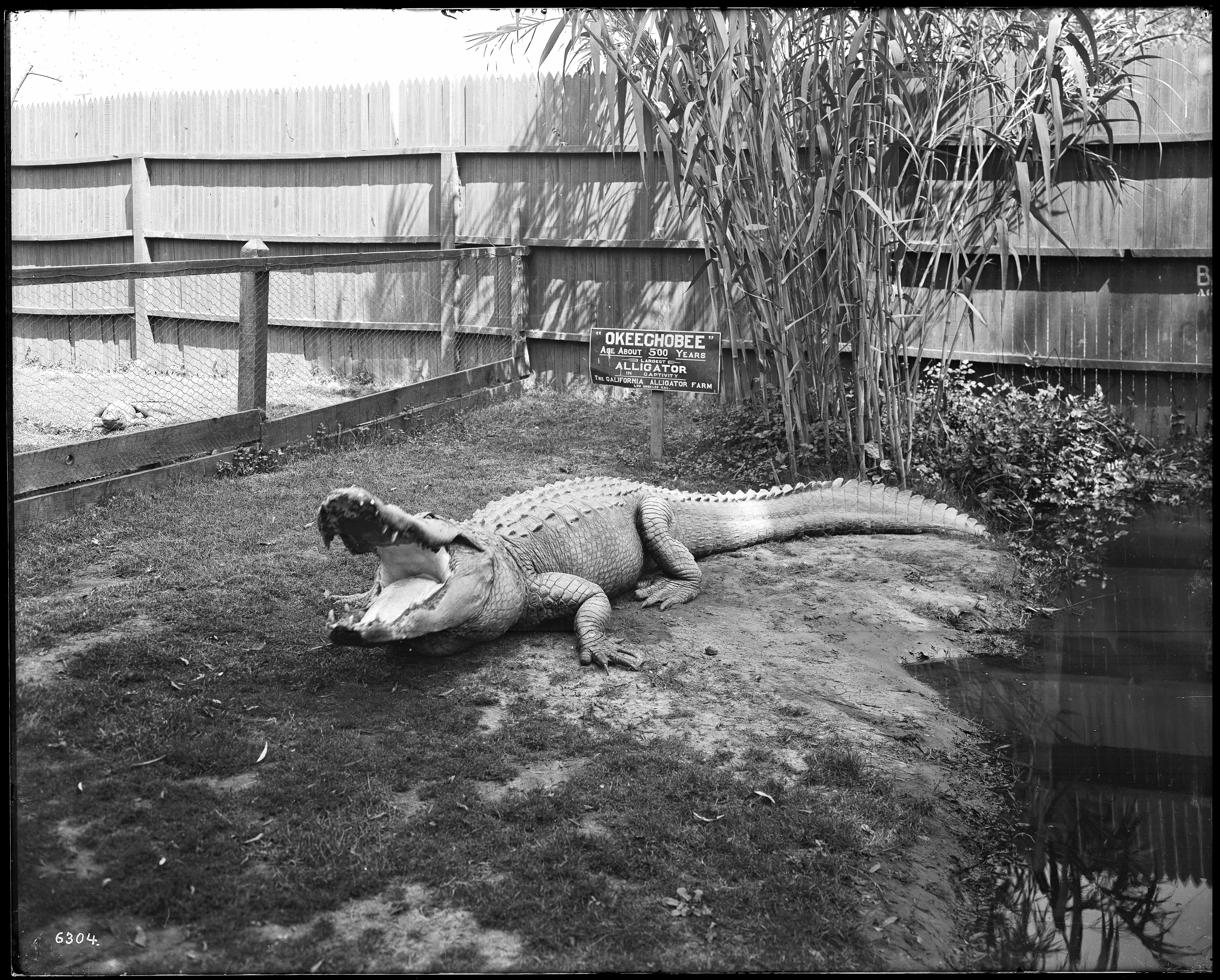
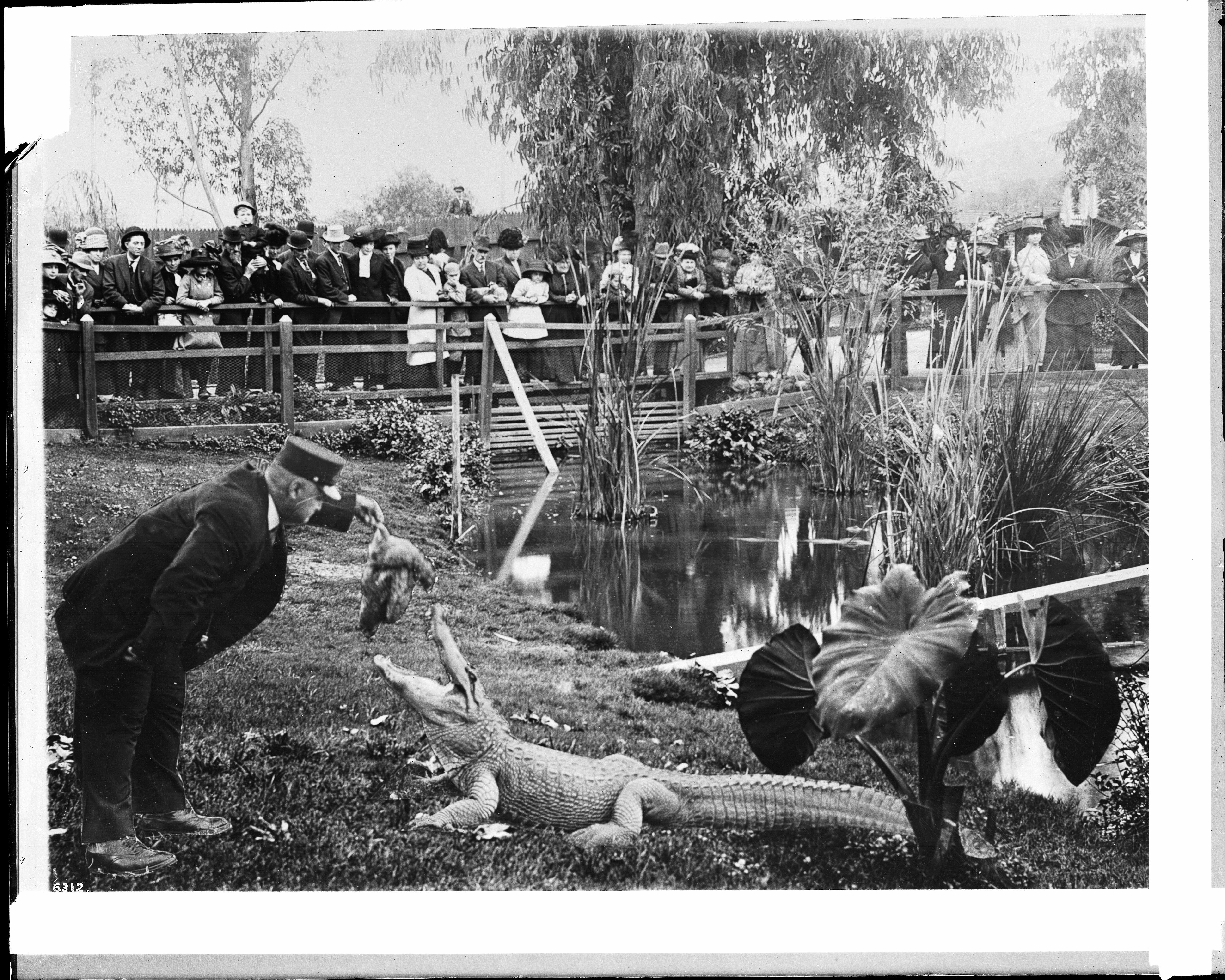
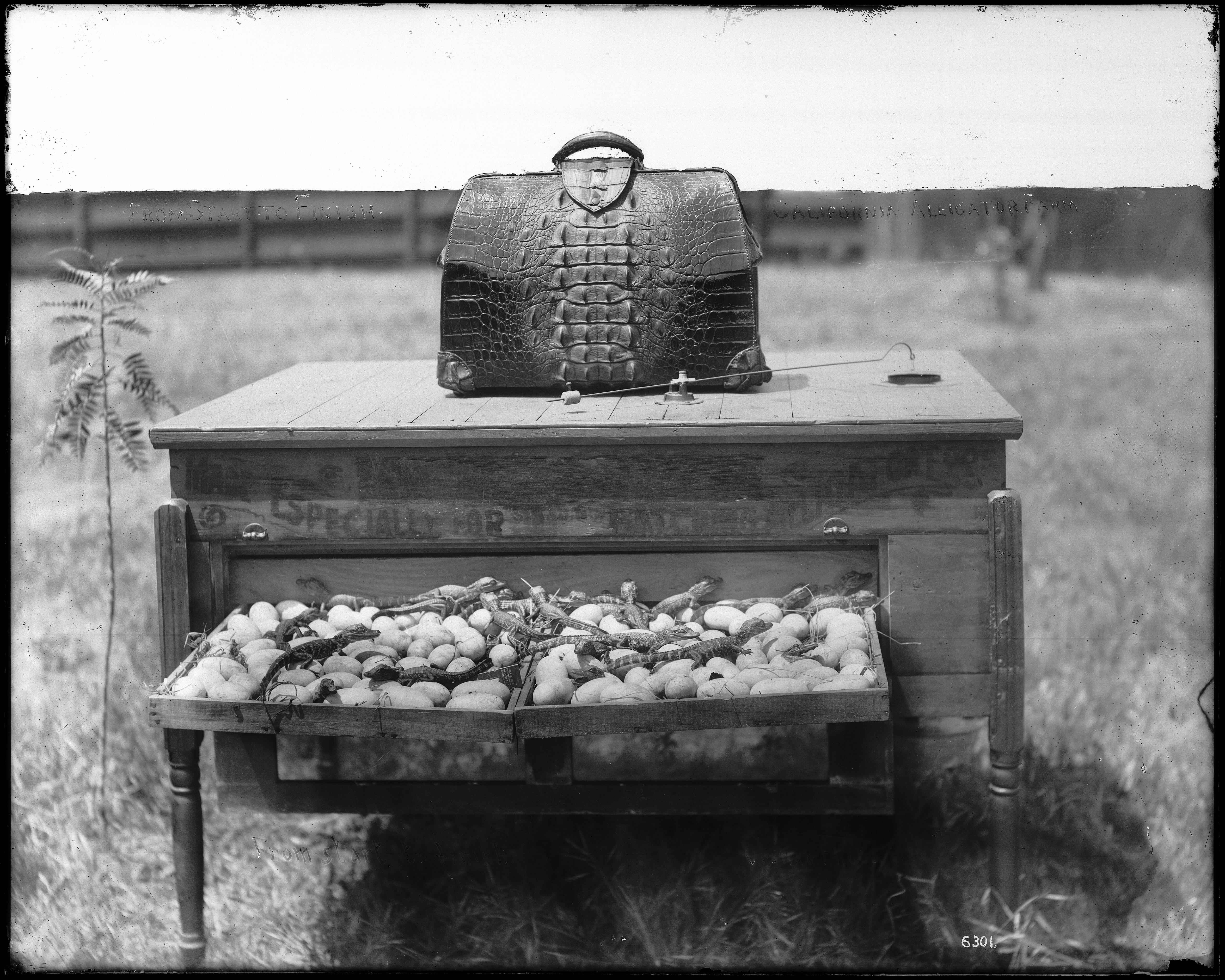
حاضنة في مزرعة تماسيح

مصدر: